# Ribautodelphax falakron
Ribautodelphax falakron är en insektsart som beskrevs av Drosopoulos och Hoch 1986. Ribautodelphax falakron ingår i släktet Ribautodelphax och familjen sporrstritar.
Artens utbredningsområde är Grekland. Inga underarter finns listade i Catalogue of Life.